# Konotop (struga)
Konotop (niem. Kantopper) – struga w województwie lubuskim, w gminie Łagów. Jest lewym dopływem Pliszki o długości 6,78 km.